# Claudio Lolli

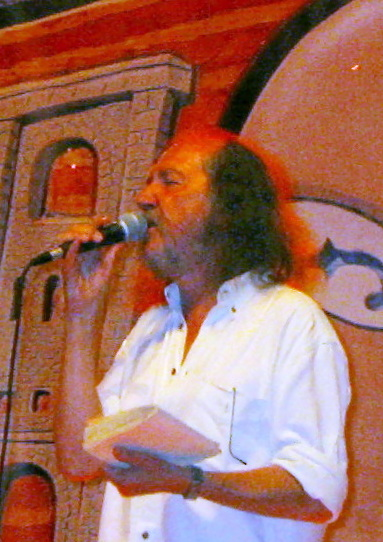
Claudio Lolli mit der Band Il Parto delle Nuvole Pesanti (2005)

Claudio Lolli (* 28. März 1950 in Bologna; † 17. August 2018) war ein italienischer Cantautore (Liedermacher) und Schriftsteller. Sein Werk ist mit der linken Protestbewegung im Italien der 1970er Jahre eng verbunden.

## Leben
Lolli begann seine professionelle Musikkarriere mit der Unterstützung von Francesco Guccini. Bekannt wurde er 1972 mit der LP Aspettando Godot (‚Warten auf Godot‘, nach dem gleichnamigen Theaterstück) und der Single Borghesia (‚Bürgertum‘), einem Spottlied auf die kleinbürgerliche Moral. In den folgenden fünf Jahren spielte er eine große Rolle als musikalischer Exponent der Protestbewegung jener Jahre. La ballata di Pinelli (‚Die Ballade von Pinelli‘) zum Beispiel ist ein Lied über den 1969 unter mysteriösen Umständen auf einem Polizeirevier ums Leben gekommenen Anarchisten Giuseppe Pinelli. Mit Un uomo in crisi (1973) und Canzoni di rabbia (1975) schloss der Musiker in weiterer Folge seine erste Albentrilogie ab.
1976 nahm er mit Ho visto anche degli zingari felici (‚Ich hab auch glückliche Zigeuner gesehen‘) seine bis heute bekannteste LP auf. Mit dem gleichnamigen ersten Lied der LP – die Zigeuner, sozusagen als edle Wilde, dienen als Metapher für die sich betont antibürgerlich gebärdenden Jugendlichen, die sich als Einzige der zunehmenden Entfremdung entgegenstellen – setzte er der antiautoritären Szene um die Universität Bologna, damals die Hochburg der Bewegung, ein Denkmal. Die LP wurde zunächst u. a. über die „freien“ Radiosender bekannt (z. B. Radio Alice), die damals in Italien als Medien der Autonomia-Szene entstanden. Nach diesem Album verlängerte Lolli jedoch seinen Plattenvertrag bei EMI nicht, sondern schloss die erste Phase seiner Musikproduktion beim unabhängigen Label Ultima Spiaggia mit dem Album Disoccupate le strade dai sogni ab.
Schon bald kehrte er zu EMI zurück und leitete 1980 mit Extranei eine „intellektuelle“ Phase ein, die beim Publikum auf deutlich weniger Zuspruch stieß. Nach dem Abschluss seines Literaturstudiums begann Lolli, in Oberschulen zu unterrichten. Seine Tätigkeit als Cantautore gab er dennoch nicht auf, auch wenn seine Plattenproduktion sehr unregelmäßig war. In den 1990er Jahren trat er außerdem stärker als Schriftsteller in Erscheinung. Lollis letztes Buch Lettere Matrimoniali erschien 2013, sein letztes Studioalbum Il grande freddo 2017. Für dieses wurde er vom Club Tenco mit der Targa Tenco für das beste Album des Jahres ausgezeichnet.
In musikalischer Hinsicht war Claudio Lolli kein puristischer Liedermacher. So finden sich bei ihm neben den genretypisch mit Akustikgitarre begleiteten einfachen Liedern bisweilen auch Saxophon- und E-Gitarren-Klänge, längere Soli sowie Streicherarrangements. Seine Texte waren, wie bei vielen damals, inspiriert vom Existenzialismus, von Themen wie Entfremdung, Isolation und Nonkonformismus; allerdings gehörte Claudio Lolli zu den am stärksten politisierten, im Denken durchaus auch marxistisch beeinflussten Cantautori und behandelte in seinen Liedern auch Personen und Ereignisse der Zeitgeschichte.
Im Alter von 68 Jahren starb Claudio Lolli 2018 in seiner Heimatstadt Bologna.

## Diskografie
- Aspettando Godot (1972) – EMI Italiana-Columbia 3C 064-17814
- Un uomo in crisi. Canzoni di morte. Canzoni di vita (1973) – EMI Italiana-Columbia 3C 064-17873
- Canzoni di rabbia (1975) – EMI Italiana-Columbia 3C 054-18064
- Ho visto anche degli zingari felici (1976) – EMI Italiana-Columbia 3C 054-18153
- Disoccupate le strade dai sogni (1977) – Ultima Spiaggia ZBLS 34020
- Extranei (1980) – EMI Italiana 3C 064-18482
- Antipatici antipodi (1983) – EMI Italiana 3C 064-18609
- Claudio Lolli (1988) – EMI Italiana 64 7906431
- Nove pezzi facili (1992) – EMI Italiana 7801032
- Intermittenze del cuore (1997) – THM/Tide Records KTD 487259 2
- Viaggio in Italia (1998) – Hobo, 492536 2
- Dalla parte del torto (2000) – Storie di note SDN 007
- La terra, la luna e l’abbondanza [live] (2002) – Storie di note
- Ho visto anche degli zingari felici [live] (2003) – Storie di note
- La via del mare [live] (2005) – Liocorno/L’Unità
- La scoperta dell’America (2006) – Storie di note
- Lovesongs (2009) – Storie di note
- Il grande freddo (2017) – La Tempesta Dischi

## Bibliografie
- L’inseguitore Peter H. Il lavoro editoriale, Ancona 1984, ISBN 88-7663-035-X.
- Giochi crudeli. Feltrinelli, Mailand 1992, ISBN 88-07-81191-X (ursprünglich 1990 bei Transeuropa).
- Nei sogni degli altri. Marsilio, Venedig 1995, ISBN 88-317-6069-6.
- Antipatici antipodi (1972–1997). City Lights Italia, Florenz 1998, ISBN 88-87159-05-X.
- Rumore rosa. Stampa Alternativa, Rom-Viterbo 2004, ISBN 88-7226-827-3.
- Lettere Matrimoniali. Stampa Alternativa, Rom-Viterbo 2013, ISBN 88-6222-365-X.

## Belege
1. ↑  Andrea Silenzi: È morto Claudio Lolli, addio al cantautore senza compromessi. In: Repubblica.it. GEDI, 17. August 2018, abgerufen am 18. August 2018 (italienisch).

| Personendaten    | Personendaten                               |
| ---------------- | ------------------------------------------- |
| NAME             | Lolli, Claudio                              |
| KURZBESCHREIBUNG | italienischer Cantautore und Schriftsteller |
| GEBURTSDATUM     | 28. März 1950                               |
| GEBURTSORT       | Bologna                                     |
| STERBEDATUM      | 17. August 2018                             |